# Kayhan Takagi
Kayhan Ozcicek-Takagi (ur. 15 października 1990) – japoński, a od 2018 roku australijski judoka
Uczestnik mistrzostw świata w 2010, 2011 i 2021. Startował w Pucharze Świata w 2010, 2011, 2015 i 2018. Piąty na igrzyskach wspólnoty narodów w 2022. Zdobył trzy medale w kontynentalnych zawodach w strefie Azji i Oceanii, w latach 2015 - 2022. Mistrz Japonii w 2015, a także Australii w 2018 i 2022 roku.